# Diecezja Maasin
Diecezja Maasin, diecezja rzymskokatolicka na Filipinach. Powstała w 1968 z terenu archidiecezji Palo.

## Lista biskupów
- Vicente Ataviado y Tumalad,  † (1968 - 1997)
- Precioso D. Cantillas, (od 1998)